# 蓬托菲霍
蓬托菲霍是委内瑞拉西北部法尔孔州北部城市。位于帕拉瓜纳半岛西南端，濒委内瑞拉湾。20世纪60年代发展成半岛区的重要城市。由于当地大型炼油厂的建立。该城与蓬塔卡尔东港、阿穆艾港和拉斯彼德拉斯机场形成工业城市群。海拔高度23米，每年平均降雨量340毫米，主要經濟活動是石油業，2011年人口265,225。

## 外部連結
- （西班牙文）"Paraguaná: la península de la amistad" by Rafael Aranguren, Venezuela Analítica, retrieved November 3, 2005.